# Fossil-Bluff-Station
Koordinaten: 71° 20′ 0″ S, 68° 17′ 0,2″ W

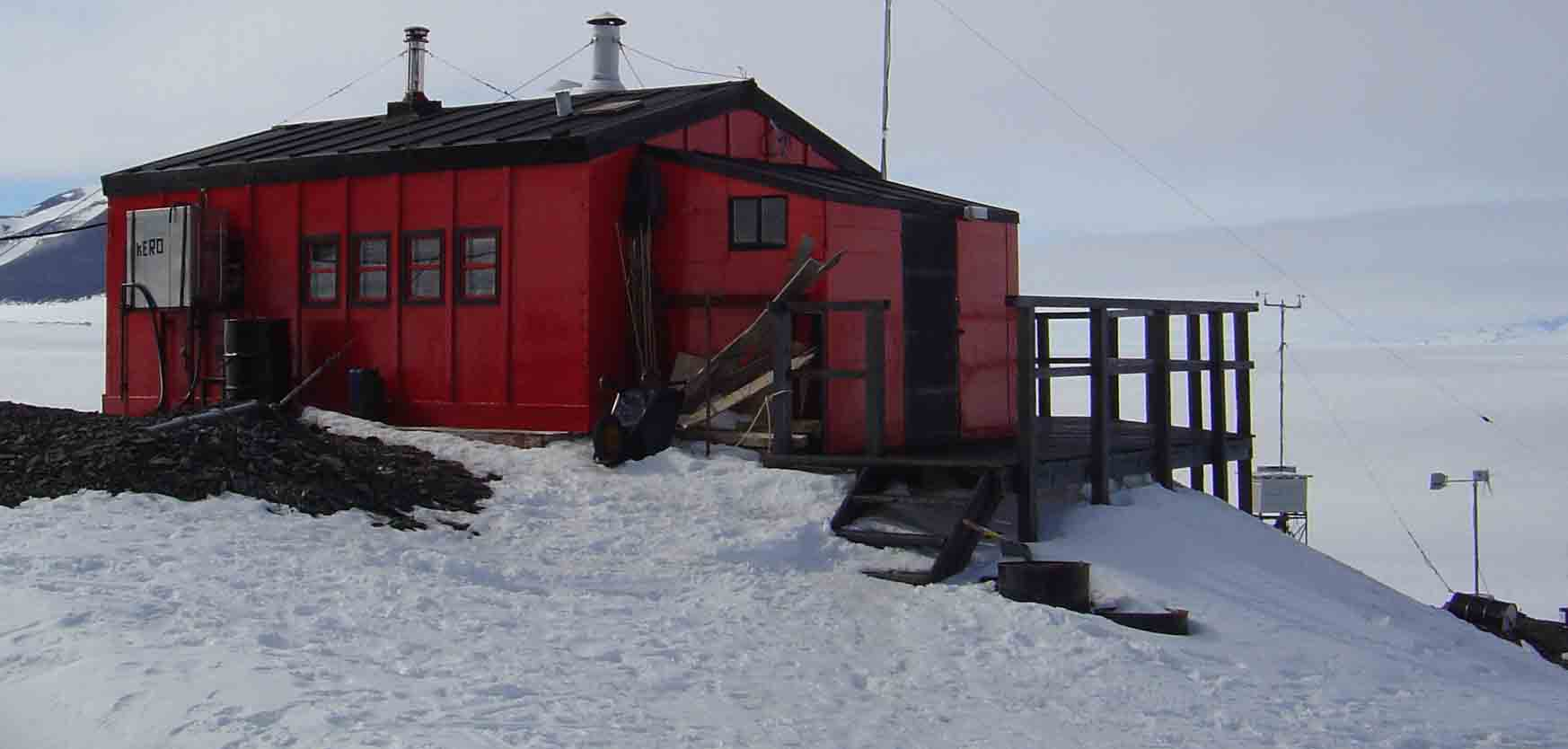
Das Hauptgebäude

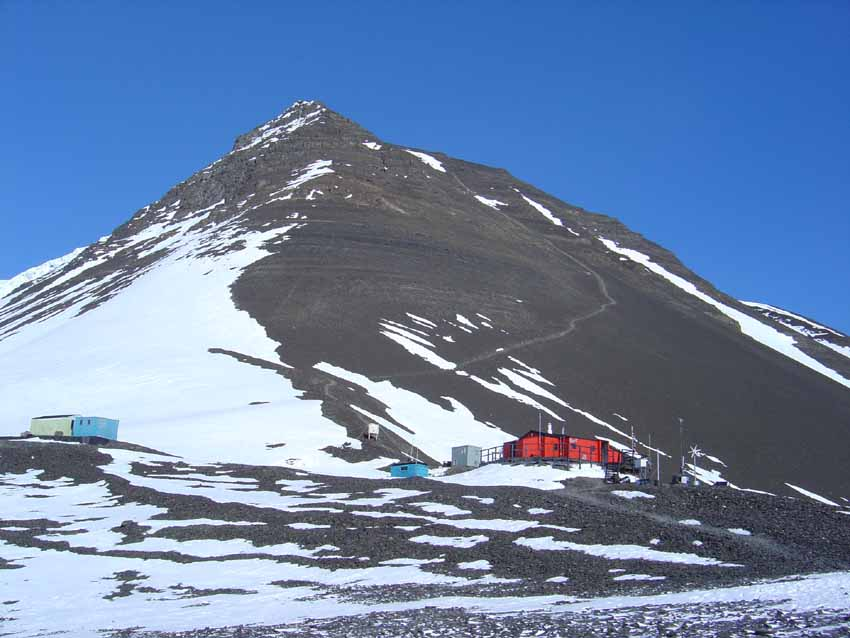
Die Gebäude der Station vor dem Giza Peak

Die Fossil-Bluff-Station (Station KG des British Antarctic Survey BAS) ist eine Antarktis-Basis des Vereinigten Königreichs. Sie wurde 1961 eröffnet und liegt am Fuße des Fossil Bluff, eines mit Geröll bedeckten Gebirgskamms der Alexander-I.-Insel.
Sie besteht im Wesentlichen aus einer Hütte, Bluebell Cottage genannt, die vier Personen bequem Platz bietet.
Die Station wurde während der Winter der Jahre 1961, 1962 und 1969 bis 1975 bewohnt. Nachdem im Winter 1976 die nahe gelegene Rothera-Station (Station R) voll einsatzbereit war, wurde Fossil Bluff geschlossen. Danach war die Nutzung nur noch im Sommer erlaubt.
Seitdem wird sie während des antarktischen Sommers (Oktober bis März) als vorgeschobene Feldstation von Forschergruppen der Rothera-Station benutzt. Diese führen hier Forschungen auf den Gebieten der Geologie, Glaziologie und Feld-Geophysik durch.

## Flugplatz
i7
i11
i13
Daneben dient sie als vorgeschobene Einrichtung zur Betankung von Flugzeugen und wird von der Rothera-Basis aus geleitet. Etwa 1 km südlich der Station existiert eine 1207 Meter lange unbearbeitete Schneelandebahn, die durch Fässer markiert ist.
Fossil Bluff wird über den Luftweg von den Stationen Teniente Luis Carvajal Villarroel (Station T) und Rothera und per Landweg von der Stonington-Island-Station (Station E) versorgt. Twin-Otter-Flugzeuge transportieren jeden Sommer Treibstoff von Rothera nach Fossil Bluff, um die Treibstoffvorräte der Station aufzufrischen. Die Flugzeit von Rothera nach Fossil Bluff beträgt etwa 90 Minuten.